# نورمان فرانك
نورمان فرانك (بالإنجليزية: Norman Frank)‏ هو عسكري أمريكي، ولد في 18 فبراير 1925، وتوفي في 11 مايو 2007.

## وصلات خارجية
- نورمان فرانك على موقع IMDb (الإنجليزية)